# 47-я танковая дивизия (СССР)
47-я танковая дивизия — воинское соединение Вооружённых Сил СССР в Великой Отечественной войне.

## История дивизии
Сформирована в марте 1941 года в Одесском военном округе на базе 23-й легкотанковой бригады в составе 18-го механизированного корпуса. Дислоцировалась в Аккермане. В действующей армии с 22 июня по 7 октября 1941.
К 29 июня 1941 переведена в район Винницы. На тот момент в её составе танки отсутствовали вообще. В середине июля вступила в бой, к концу июля попала в окружение в районе Тульчина. 28.07.1941 года из окружения вышла, потеряв матчасть. К началу августа обороняла рубеж на реке Синюха (Голованевская — Альшаны — Лысая Гора). 03.08.1941 отошла по приказу, но вела бои ещё 04 и 05.08.1941 года, оттягивая на себя вражеские подразделения. 12.08.1941 года части дивизии были выведены в тыл для переформирования и пополнения, и позднее сосредоточились в районе Полтавы. К 31.08.1941 года заняла оборону на Днепре в районе Кременчуга.
После ряда оборонительных и контрнаступательных действий, в течение сентября 1941 года, 30.09.1941 года дивизия была выведена в тыл, где была расформирована. 47-й мотострелковый полк передан в 199-ю стрелковую дивизию, материальная часть в 71-й отдельный танковый батальон, а на базе остатков сформирована 142-я танковая бригада.

## Полное название
47-я танковая дивизия

## Подчинение
| Дата                    | Фронт (округ) | Армия      | Корпус (группа)              | Примечания |
| ----------------------- | ------------- | ---------- | ---------------------------- | ---------- |
| 22 июня 1941 года       | Южный фронт   | 9-я армия  | 18-й механизированный корпус |            |
| 01 июля 1941 года       | Южный фронт   | 9-я армия  | 18-й механизированный корпус |            |
| 10 июля 1941 года       | Южный фронт   |            | 18-й механизированный корпус |            |
| 01 августа 1941 года    | Южный фронт   | 18-я армия |                              |            |
| конец августа 1941 года | Южный фронт   | 38-я армия | 5-й кавалерийский корпус     |            |

## Состав
- 93-й танковый полк
- 94-й танковый полк
- 47-й мотострелковый полк
- 47-й гаубичный артиллерийский полк
- 47-й понтонно-мостовой батальон
- 47-й отдельный зенитный артиллерийский дивизион
- 47-й разведывательный батальон
- 75-й лёгкий инженерный батальон
- 47-й отдельный батальон связи
- 47-й медико-санитарный батальон
- 47-й автотранспортный батальон
- 47-й ремонтно-восстановительный батальон
- 47-я рота регулирования
- 47-я полевой хлебозавод
- 357-я полевая почтовая станция
- 45-я полевая касса Госбанка

## Командиры
- Родин, Георгий Семёнович, полковник, c ??.??.???? по 04.09.1941 (ранен, отправлен в тыл)
- Михайлов, Николай Филиппович, полковник, c 05.09.1941 по 07.10.1941